# Oružana pobuna u Subotici 1920.
Oružana pobuna u Subotici 1920. bio je pokušaj preuzimanja vlasti u Subotici. Puč je poznat i pod imenom Zelićev puč.

## Karakter
Ovo je bio pokušaj širenja komunističke revolucije. Osim što je bio komunistički, puč je bio pod utjecajem Lige za integritet Mađarske, velikomađarske revizionističke organizacije kojoj je cilj bio uključiti u Mađarsku krajeve Kraljevine Ugarske koja je ova izgubila mirovnim sporazumom.
Zbog manjka potrebnog ljudstva Liga za integritet Mađarske nije birala stranački profil vrbovanih osoba. Uzimali su čak i komuniste. Računicu su vidjeli u komunističkim idejama preko kojih su se nadali da će osim šovinistički nastrojenih Mađara za svoju stvar pridobiti pripadnike drugih naroda. Ova činjenica objašnjava zašto je vođa koji je trebao izvršiti prevrat prebjegao u Mađarsku u kojoj je bio osuđen na smrt još dok je ondje na vlasti bio Miklos Horthy, jer je bio čovjek Béle Kuna. Mađari su bili činili većinu pobunjenika, a za sebe su pridobili tek nekolicinu pomađarenih bunjevačkih Hrvata.

## Pozadina događaja
Okolnosti koje su dovele do ovog je pored mađarskog revizionizma bio je taj što su susjedstvu u Mađarskoj bile teške socijalne prilike. Granice još nisu bile povučene i međunarodno priznate. U tijeku je bila komunistička revolucija, a mnogi se iz grada još nisu mirili s izdvajanjem iz Mađarske i pristupanju u južnoslavensku državu. Mirovni sporazum s Mađarskom još nije bio potpisan, a Mađarska je pokušavala obnoviti posjede iz Austro-Ugarske.
Oružana pobuna radi preuzimanja vlasti zbila se u noći s 19. na 20. travnja 1920. godine Josip Zelić i Istvan Rutai sa skupinom pristaša pokušali su izvesti puč.
Prema nalazima policije i kako je utvrđeno na sudu, prevrat je pripreman prema točno izrađenom planu. Prevratnici su se nekoliko puta sastali uoči same akcije. Na tim su sastancima izabrali vođe skupina i vrijeme kad će napasti. Organizirali su se u tri skupine koja je svaka imala posebnu zadaću. Prva, koju je predvodio Istvan Rutai, imala je udariti na organe vlasti, a druge dvije trebale su terorizirati "buržoaziju". Prva je trebala zauzeti policijsku postaju u gradu te tako izvršiti prevrat, dok su druge dvije trebale stražariti izvan uže gradske jezgre i sačekivati, pljačkati i ubijati svu "buržoaziju" koja bi pokušala pobjeći iz grada zbog ove pobune.
Prva je skupina aktivno krenula, pa je do 4 ujutro zauzela tri četvrti u gradu u žestokoj borbi. Do tad je već ubila dvojicu policajaca, jednog teško ranila, jednoga su zarobili i prisilili ga da im bude vodič. Stvar se nije otrgnula kontroli jer je radi gušenja ove pubune vrlo brzo poslana vojska. Pobunjenici su se na to razbježali ne čekavši okršaj s vojskom. Druge dvije skupine nisu uspjele obaviti niti dio svog plana. Vlasti su tako pobunu ugušile, a sudionike pritvorile.
Policijski izvještaj govori da je jedan od organizatora Josip Zelić izvršio samoubojstvo skokom s prozora, što je vrlo vjerojatno neistina, s obzirom na da je to način kako policijski režimi prikrivaju ubojstva političkih nepodobnika. Smatra se da je bačen s trećeg kata Gradske kuće.
Preživjelim sudionicima organizirano je suđenje. Šesnaestorici je suđeno pred prijekim sudom 22. i 23. lipnja 1920. godine, dok je 99-orici sudionika suđeno na redovnim građanskim sudovima. Šesnaestorici kojima se sudilo pred prijekim sudom sudilo se za pokušaj prevrata i zavođenja proleterske diktature. Osmorica su osuđena na smrt, a na desetogodišnju je robiju je osudio dvojicu, a petoricu na 15 godina robije. Suđenje desetorici komunista pred sudbenim stolom u Novom Sadu završeno je 6. kolovoza 1921, sedmorica su dobila po godinu dana robije.